# 明晓溪
明晓溪，是中國网络女作家。作品有《烈火如歌》、《泡沫之夏》、《旋风少女》、《会有天使替我爱你》等。多部作品改编成漫画、偶像剧。

## 個人資料
- 笔名：明晓溪
- 职业：作家
- 性别：女
- 生日：5月24日
- 身高：163cm
- 星座：双子座
- 血型：B
- 学历：硕士（研究生毕业）
- 院校：武汉大学
- 专业：理论经济学、国际贸易

## 作品
- 《明若曉溪1 - 水晶般透明》
- 《明若曉溪2 - 冬日最燦爛的陽光》
- 《明若曉溪3 - 無往而不勝的童話》
- 《泡沫之夏》 I~III
- 《會有天使替我愛你》
- 《烈火如歌》 I~II
- 《落梅如雪》
- 《午後薰衣茶（小魔女的必殺技）》
- 《我是暗夜中的罌粟》
- 《旋風百草》1〜4
- 《同漾》1〜3.外傳
- 《第一夜的薔薇I - 野蔓》
- 《第一夜的薔薇II - 逆光》
- 《第一夜的薔薇III - 今夏》

## 改編
電視劇
- 2006年，《會有天使替我愛你》 (根據同名小說改編)
- 2010年，泡沫之夏（台湾） (根據《泡沫之夏》I～III改編)，由徐熙媛、黃曉明、何潤東領銜主演。
- 2015年，明若曉溪 (根據《明若曉溪》1～3改編)[1]，由曾沛慈﹑子閎﹑Evan﹑徐開騁領銜主演。
- 2015年，旋風少女 (根據《旋風百草》改編)，由胡冰卿 、楊洋、白敬亭、陳翔領銜主演。[2]
- 2016年，旋風少女2 (根據《旋風百草2》改編)。[3]
- 2018年，烈火如歌 (根據《烈火如歌》改編)，由周渝民、迪麗熱巴、張彬彬、劉芮麟主演。
- 2018年，泡沫之夏（中国大陆） (根據《泡沫之夏》I～III改編)，由秦俊杰、张雪迎、黄圣池領銜主演。